# 帕萨德
帕萨德是德国石勒苏益格－荷尔斯泰因州的一个市镇。总面积4.32平方公里，总人口347人，其中男性172人，女性175人（2011年12月31日），人口密度80人/平方公里。